# Teresa Santander
Teresa Santander Rodríguez (1925-2002) fue una investigadora, archivera, autora y bibliotecaria española. Además, fue directora del Archivo Histórico Provincial de Salamanca y directora de la Biblioteca de la Universidad de Salamanca.

## Trayectoria
Licenciada y doctora en Filosofía y Letras por la Universidad de Salamanca, en la especialidad de Historia de la Medicina. Trabajó como funcionaria del Cuerpo Auxiliar de Archivos, Bibliotecas y Museos (1954), con destino en la Biblioteca de la Universidad de Salamanca.
Como investigadora y archivera, aplicó todos sus estudios a la divulgación de la Historia de la medicina. Una vez destinada en la Universidad de Salamanca, su tema de investigación fue la Cátedra de cirugía de la misma. Fue directora del Archivo Histórico de Salamanca entre 1974 y 1985. En 1974 fue nombrada directora de la Biblioteca de la Universidad de Salamanca.

## Publicaciones
- "La Biblioteca de don Diego de Covarrubias y Leyva, Obispo de Ciudad"
- "Escolares médicos salmantinos (siglo XVI)"
- "El doctor Cosme en medicina y su biblioteca (1551-1591)"
- "Hipócrates en España (siglo XVI)"

## Reconocimientos
En 2020, Santander fue incluida en el proyecto de la Subdirección General de Archivos Estatales titulado "Mujeres Investigadoras en los Archivos Estatales (1900-1970)", y que se encuentra en el Portal de Archivos Españoles (PARES). Esta iniciativa fue impulsada por el Ministerio de Cultura con el objetivo es reconocer y poner en valor las contribuciones de aquellas mujeres que desarrollaron investigaciones en los diferentes archivos estatales a principios del siglo XX.